# Stephenie Ann McPherson
Stephenie Ann McPherson (Georges Plain, 25 de noviembre de 1988) es una deportista jamaicana que compite en atletismo, especialista en las carreras de velocidad y relevos.
Participó en dos Juegos Olímpicos de Verano, obteniendo una medalla de plata en Río de Janeiro 2016, en el relevo 4 × 400 m, y el cuarto lugar en Tokio 2020 (400 m).
Ganó cuatro medallas en el Campeonato Mundial de Atletismo entre los años 2013 y 2022, y tres medallas en el Campeonato Mundial de Atletismo en Pista Cubierta, en los años 2014 y 2022.

## Palmarés internacional
| Juegos Olímpicos                     | Juegos Olímpicos        | Juegos Olímpicos  | Juegos Olímpicos |
| Año                                  | Lugar                   | Medalla           | Prueba           |
| ------------------------------------ | ----------------------- | ----------------- | ---------------- |
| 2016                                 | Río de Janeiro (Brasil) | Medalla de plata  | 4 × 400 m        |
| Campeonato Mundial                   |                         |                   |                  |
| Año                                  | Lugar                   | Medalla           | Prueba           |
| 2013                                 | Moscú (Rusia)           | Medalla de bronce | 400 m            |
| 2015                                 | Pekín (China)           | Medalla de oro    | 4 × 400 m        |
| 2019                                 | Doha (Catar)            | Medalla de bronce | 4 × 400 m        |
| 2022                                 | Eugene (Estados Unidos) | Medalla de plata  | 4 × 400 m        |
| Campeonato Mundial en Pista Cubierta |                         |                   |                  |
| Año                                  | Lugar                   | Medalla           | Prueba           |
| 2014                                 | Sopot (Polonia)         | Medalla de plata  | 4 × 400 m        |
| 2022                                 | Belgrado (Serbia)       | Medalla de oro    | 4 × 400 m        |
| 2022                                 | Belgrado (Serbia)       | Medalla de bronce | 400 m            |